# Welsh Not
Pour les articles homonymes, voir Welsh.

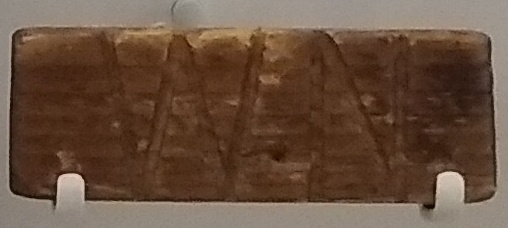
Un Welsh Not datant de 1852 exposé au musée de Saint Fagans.

Le Welsh Not ou Welsh Note était une pièce de bois, sur laquelle étaient inscrites les lettres « WN », que l'on suspendait au cou des enfants qui parlaient gallois dans certaines écoles galloises au XIXe siècle et au XXe. Il était devenu un symbole de l'oppression des Gallois, même si son utilisation n'était pas une politique officielle du gouvernement anglais.
L'objet était donné à l'enfant surpris à parler gallois, qui devait alors s'en débarrasser en le transmettant à un autre qu'il aurait lui-même entendu parler gallois. À la fin de la journée, celui qui détenait l'objet était puni et généralement en public.
Le but de cet objet était de décourager l'utilisation du gallois à une époque où l'on considérait que l'instruction ne pouvait se donner qu'en anglais. Le procédé qui avait été introduit à la suite du rapport parlementaire de 1847 à propos de l'éducation en Galles, sera adopté par rapport aux langues régionales et dialectes autres que le français officiel dans les écoles françaises (voir l'article symbole (langue bretonne)).